# Love and Understanding
«Love and Understanding» — рок-пісня американської співачки та акторки Шер з її 20-го студійного альбому «Love Hurts». Написаний Даян Воррен й спродюсований нею з Гаєм Рошем, він вийшов як провідний сингл альбому 1991 року на ринках Європи та Північної Америки. Сторона «B» містила трек «Trail Of Broken Hearts» який був саундтреком до фільму «Дні грому» з Томом Крузом і не потрапив до жодного альбому Шер.

## Відгуки критиків
Джозеф Маккомбс із «AllMusic» виділив пісню і назвав її «приємно мелодійною». Ларрі Флік з «Billboard» описав її як «енергійну поп-мелодію, обрамлену оркестровим синтезатором/струнними та рок-бітом, що плескає в долоні. Спрощений ліричний посил передається з теплотою та щирістю. Звучить чудово в літній день». Редактор «Entertainment Weekly» Джим Фарбер сказав, що це «соціально свідомий підхід, який міг уявити лише Голлівуд, спеціально створений для однієї з цих благодійних акцій, спрямованих на рекламу».

## Просування та виступи
Шер виконувала цю пісню у рамках виступів «Love Hurts Tour».

## Музичне відео
До синглу вийшло музичне відео, в якому Шер та її група підтримки репетирували пісню, були показані взаємопов'язані сцени з нею в помаранчевій перуці та її танцюристами, що танцюють навколо неї.

## Учасники запису
- Вокал — Шер
- Продюсер — Даян Воррен, Гай Рош
- Записано — Девід Тонер, Франк Вульф
- Інженер мікшування — Кертіс Фраска
- Мікшування — Девід Тонер
- Пісня була записана на студіях «A&M Recording», «The Music Grinder» і «The Complex».

## Трек-лист
- US 7" and cassette single

1. «Love and Understanding» — 4:43
2. «Trail of Broken Hearts» — 4:30

- US and European 12" single

1. «Love and Understanding» (12" Dance Mix) — 5:25
2. «Love and Understanding» (Stringappella Mix) — 4:20
3. «Love and Understanding» (Dub and Understanding Mix) — 5:35
4. «Love and Understanding» (House of Love Mix) — 5:45
5. «Love and Understanding» (Cher Some Love Dub) — 4:10
6. «Trail of Broken Hearts» — 4:30

- European 7" and cassette single

1. «Love and Understanding» (Edit) — 4:08
2. «Trail of Broken Hearts» — 4:30

- European CD single

1. «Love and Understanding» (Edit) — 4:08
2. «Trail of Broken Hearts» — 4:30
3. «If I Could Turn Back Time» — 4:16

## Чарти
| Чарт (1991–92)                       | Позиція |
| ------------------------------------ | ------- |
| Австралія (ARIA)                     | 23      |
| Австрія (Ö3 Austria Top 75)          | 6       |
| Бельгія (Ultratop Flanders)          | 9       |
| Canada Top Singles (RPM)             | 11      |
| Canada Adult Contemporary (RPM)      | 5       |
| Canada (The Record)                  | 16      |
| Europe (European Hot 100 Singles)    | 18      |
| Франція (SNEP)                       | 21      |
| Germany (Official German Charts)     | 20      |
| Ірландія (IRMA)                      | 7       |
| Нідерланди (Dutch Top 40)            | 9       |
| Нідерланди (Mega Single Top 100)     | 13      |
| Нова Зеландія (RIANZ)                | 25      |
| Poland (LP3)                         | 5       |
| Quebec (ADISQ)                       | 11      |
| Spain Top 40 Radio (Promusicae)      | 37      |
| Швеція (Sverigetopplistan)           | 29      |
| Велика Британія (UK Singles Chart)   | 10      |
| США (Billboard Hot 100)              | 17      |
| США (Adult Contemporary) (Billboard) | 3       |
| US Cash Box Top 100                  | 12      |

| Чарт (1991)                       | Позиція |
| --------------------------------- | ------- |
| Belgium (Ultratop 50 Flanders)    | 94      |
| Canada Top Singles (RPM)          | 93      |
| Canada Adult Contemporary (RPM)   | 36      |
| European Hit Radio Top 100        | 6       |
| European Hot 100 Singles          | 100     |
| Germany (Official German Charts)  | 82      |
| Netherlands (Dutch Top 40)        | 86      |
| US Adult Contemporary (Billboard) | 32      |